# Роздольський Роман Осипович
Ромáн Óсипович Роздо́льський (19 липня 1898, Львів — 20 жовтня 1967, Детройт) — український політолог та історик, економіст-марксист та політик. Як марксист вважається одним з найвпливовіших представників троцькізму.
Син філолога Осипа Роздольського.

## Біографія

### Родина
Народився в видатній львівській інтелігентній сім'ї, яка з XIX сторіччя була активно включена в процес пробудження та формування української національної свідомості. Батько — відомий теолог, філолог, етнограф та перекладач Осип Роздольський - був засновником українського етнографічного музею в цьому ж місті, збирачем українських пісень і народних казок, перекладачем української поезії на німецьку мову та німецької поезії на українську. Мати Ольга Роздольська (нар. Танчаківська) — походила з родини священика Греко-Католицької Церкви. Стрийко — відомий український композитор Данило Роздольський. Обидва діди Романа були священиками греко-католицької церкви та відомими прихильниками самостійності української нації. Другом родини був Іван Франко.

### Період навчання в Львівській гімназії і Українська революція
Ще 15-річним гімназистом в 1913 році Роман Роздольський приєднався до українського соціалістичного руху. Тоді ж разом із шкільними товаришами познайомився з працями Карла Маркса. Середню освіту Роман Роздольський здобув у Львівській українській гімназії. Будучи учнем гімназії, у 1916 році він став одним з ініціаторів відновлення діяльності «Драгоманівських гуртків». На молодь Східної Галичини вплив Драгоманова вплинув навіть більше аніж на Надніпрянську молодь. Однак, Роздольський дуже швидко потрапив під вплив марксизму. У 1916 році він, як член Головного Управління Драгомановських Гуртків, починає видавати часопис «Вісник Драгомановських Організацій», а від першої половини 1917 року разом із Романом Турянським, студентом медицини, (пізніше видатним очільником і теоретиком Комуністичної Партії Західної України), редагує часопис «Кличі». У 1918 року з лівого крила «драгомановок» формується нелегальна «Інтернаціональна Революційна Соціялдемократія». До її засновників належали Роман Роздольський, Роман Турянський, Осип Васильків і ще декілька осіб — засновників майбутньої Комуністичної Партії Східної Галичини, пізніше перейменованої на Комуністичну Партію Західної України (КПЗУ).
Від жовтня 1918 року до липня 1919 року, Роман Роздольський служив рядовим в Українській Галицькій Армії.

### Навчання і діяльність в Празі та Відні 1919—1934
У середині 1919 року після поразки української сторони, Роздольський разом із великою групою соратників, щоб уникнути табору військовополонених, був змушений втекти до Чехословаччини. Тут він розпочав навчання на факультеті права у Празькому університеті й водночас, разом із Васильківим, дуже активно працював над створенням комуністичної організації в середовищі українських еміґрантів. Від імені цієї організації його 1924 року вибрали членом ЦК Комуністичної Партії Східної Галичини (КПСГ). Роздольський був одним з засновників і керівників Комуністичної Партії Західної України (КПЗУ) і його було обрано першим головою Тимчасового ЦК Компартії Східної Галичини. Після 1926 він відійшов від партійної діяльності.
У 1924 р. Р. Роздольський переїхав до Відня для продовження освіти. Серед його професорів у австрійській столиці були відомі марксисти Макс Адлер і Карл Ґрінберґ. У 1929 p., під керівництвом всесвітньо-відомого теоретика права Ганса Кельсена він захистив докторську дисертацію на тему: «Проблема неісторичних народів у К. Маркса і Ф. Енгельса». У 1927 році у харківському журналі «Червоний шлях» з'явилася україномовна версія статті на тему дисертації, під назвою «Фрідріх Енгельс про Україну».  Від 1926 p. P. Роздольський співпрацював з Інститутом Маркса та Енгельса у Москві, який тоді очолював Давид Рязанов, а після розгрому цього інституту вивчав у віденських архівах народне господарство Галичини та всієї Австрійської імперії XVIII ст. На межі 1928—1929 pp. Роздольський y Відні зустрічався із Миколою Хвильовим, який розповідав йому про розвиток подій у радянській Україні.
У Відні на початку 1930-х років Р. Роздольський працював з документами австрійських архівів. Займався історією робітничого й соціалістичного руху, соціальною історією Галичини.
В цей час він одружився з молодою австрійською комуністкою Емілією. Брав участь у діяльності австрійської лівиці. У лютому 1934 року відбулося повстання віденського пролетаріату проти австрійського клерикального фашиста Енґельберта Дольфуса. Після придушення повстання і розправи з лівицею, Роздольський був змушений покинути Австрію і повернувся до Львова.

### Львівський період 1934—1939
У Львові Роздольський перебував п'ять років, з 1934 до 1939 р. Через своє українське походження він з суттєвими труднощами влаштувався асистентом на кафедру економічної історії Львівського університету. Посприяв влаштуванню молодого науковця визначний польський історик Францішек Буяк, який очолював цю кафедру. В цей час з'являються важливі історичні праці присвячені соціальним стосункам в підавстрійській Галичині. Разом із тим Роздольський займається і редакторською роботою видаючи з Степаном Рудиком та Людвиком Розенбергом часопис «Життя і слово».

### Війна і німецькі концтабори
У вересні 1939 року Роман Роздольський переїхав до Кракова.
Війна та вторгнення радянської армії до Львова застала його з дружиною Еммою, яка походила з Відня, у Кракові. Від 1941 року вони часто бували у Львові, де шукали джерел заробітку та налагоджували співпрацю з лівою антифашистською групою.
У Кракові Роздольський разом із дружиною відкрив майстерню, що виготовляла щітки. Майстерня також слугувала контактним пунктом для підпільного соціалістичного гуртка, яким керував Адам Лютман, колишній член КПЗУ. Крім того, майстерня допомагала втікачам з краківського єврейського гетто. У вересні 1942 р. Роздольських і А. Лютмана заарештувало гестапо пред'явивши звинувачення у належності до організації, що надавала допомогу єврейському населенню. Допити тривали місяць. Лютмана було страчено, вагітну Емілію відпустили, а Романа відправлено до Освенціму, а потім до інших концтаборів (Равенсбрюк, Оранієнбурґ), де він перебував до кінця війни.

### Життя в еміграції
Після війни, деякий час Роздольський  перебував в Австрії, а у 1947 р. він емігрував до США. Оселився у Детройті і почав активно займатися науковою діяльністю. В цей час з'являються праці вченого, які згодом стали основою для його визнання в середовищах західних науковців. Роздольському не вдалося знайти постійної праці. Протягом короткого часу він викладав історію в університеті Вейн Стейт у Детройті. В ці роки в Америці панував маккартизм. Це суттєво ускладнювало обставини для побудови академічної кар'єри науковцю відомого своїми марксистськими поглядами. Після року праці в університеті Роздольського викликали на розмову у державні органи, і він змушений був покинути свою працю. В наступні роки Роздольський працював переважно в європейських архівах і бібліотеках як незалежний дослідник, не обіймаючи жодної офіційної посади. З того часу він жив переважно із заробітків своєї дружини, яка влаштувалася дослідницею при профспілці. Згодом вчений почав отримувати  субсидії для наукової діяльності з американських і австрійських установ.

## Політична активність
Уже в період навчання в Львівській гімназії Роздольський бере активну участь в політичній діяльності. Будучи 15-річним гімназистом, в 1913 році він приєднався до українського соціалістичного руху, відвідував конспіративні «драгоманівські» гуртки. Тоді ж разом із шкільними товаришами познайомився з працями Карла Маркса.
Після закінчення активної фази польсько-українського протистояння він часто буває у Львові. Веде агітацію серед молодих представників Української соціал-демократичної партії (УСДП), намагаючись переконати їх ступити на комуністичну платформу. В результатом такої наполегливої агітації стала поява КПЗУ. У 1924 р. Роздольського обрано до ЦК КПЗУ.
У 1923 році Роздольський бере участь у внутрішніх дискусіях молодіжної організації Української Соціял-Демократичної Партії (УСДП). Він розмовляє з активістами, виступає на їхніх нарадах, схиляючи їх до прийняття комуністичної програми. В значній мірі перехід УСДП на комуністичні позиції відбувся завдяки  наполегливій діяльності Роздольського.
Від 1924 року він разом із Васильківим і декількома іншими товаришами стає речником виходу партії з участі в партизанській війні, що тривала на східних кресах тогочасної Польщі. Таку позицію аргументували необхідністю вирвати партію з-під чужих впливів, бажанням надати їй сформованішого ідеологічного обличчя та зблизити її з міським пролетаріятом.
У 1928 р. після розколу КПЗУ фракція під проводом Осипа Васильківа не могла погодитися зі сталінською національною політикою в Україні. Як наслідок, фракцію васильківців було виключено з Комінтерну. З 1929 р. Р. Роздольський підтримавши позицію васильківського крила і через порушення партійнійної дисциплини був виключений з партії (товариші по партії вимагали, щоб він переселився на постійно до Львова, де міг би брати участь у щоденній партійній роботі. Але Роздольський, якого приваблювала наука, не погодився, через що його виключено з КПЗУ).
В часі перебування у Львові Роздольський також займався політичною роботою. Він налагодив контакти з колишніми шумськістами й зблизився з Стефаном Рудиком, колишнім багаторічним редактором неофіційних легальних органів преси КПЗУ. Рудик зорганізував українську групу, яка співпрацювала з троцькістською опозицією в Польщі, й попросив Роздольського допомогти йому займатися часописом «Життя і Слово».
В часі ДругоЇ Світової війни Роздольський співпрацював із лівими підпільними організаціями. В післявоєнний період поступово відійшов від активної політичної діяльності.

## Публіцистична та наукова діяльність

### Період навчання й першої еміграції
Від 1917 р. Роман Роздольський активно займався редакційною й публіцистичною діяльністю. Вже в гімназії редагував часопис «Вісник драгоманівських організацій», а згодом — «Кличі». У 1922 р. опублікував під псевдонімами «Прокопович» і «Тенет» чотири статті в комуністичному органі «Наш стяг», що виходив у Відні.
Часто приїжджаючи до Львова Роздольський зустрічався з давніми товаришами, які його шанували, як ученого й авторитетного марксиста.
У 1926 році він отримує посаду кореспондента наукового московського Інституту Маркса й Енґельса на території Австрії. Ця функція, окрім постійних пошуків у віденських архівах, вимагала налагодження наукових контактів із засновником і тогочасним директором цього інституту, а водночас видатним марксологом Д. Рязановим. Ці контакти залишили певний слід у науковому розвитку Роздольського, помітний у його пізніших публікаціях.
У 1928—1929 роках Роздольський обстоював позиції васильківської фракції захищаючи їх позиції в серії статей надрукованих у львівському журналі «Культура» в 1930 р. і підписані ініціалами «В. С».  У цих статтях учений обговорював не тільки внутрішні проблеми КПЗУ, але й ситуацію що склалася в цей час в Харкові.

### Львівський період
Після повернення до Львова, працюючи на кафедрі економічної історії  вчений публікує ряд праць на історичну тематику. Окрім менших робіт з історії робітничого руху Центральної Європи і соціальної історії Галичини, він написав дві значні за обсягом монографії про аграрні відносини в Галичині в 1772—1848 pp. У першій праці «Wspólnota gminna w byłej Galicji i jej zanik» («Волосна спільнота колишньої Галичини та її занепад»  Львів, 1936; німецький переклад вийшов друком у 1954 р.) на підставі документації йосифінської й францісканської метрик Роздольський доводив, що на Поділлі ще на початку ХІХ ст. існувала колективна земельна власність, подібна до російської общини, включно з переділом землі після означеного терміну. Друга монографія «Stosunki poddańcze w dawnej Galicji» («Залежні відносини в давній Галичині») — вважається однією з найважливіших праць з соціально-економічної історії Галичини. Перший том праці досліджує панщинні відносини в Галичині кінця XVIII — на початку XIX ст. Другий том містив збірку документів польською, німецькою, латинською і французькою мовами.
У львівський період життя Роздольський присвятив себе насамперед науці. З позанаукової діяльності варто відмітити його співпрацю зі Стефаном Рудиком, результатом чого стала поява часопису «Життя і слово». Часопис засуджував націоналізм, який тоді опанував молодшу галицьку інтелігенцію, а також сталінізм, яким був пройнятий у той час комуністичний рух. Шукаючи союзників, Рудик і Роздольський вирішили співпрацювати з польською троцькістською опозицією.

### Період післявоєнної еміграції
У повоєнний період Роздольський присвятив себе науці. В цей час він заприязнився з істориком Ісааком Дойчером, який працював у Лондоні. Ця приязнь збереглась між вченими і тривала аж до смерті Дойчера, хоча траплялися між ними і періодичні конфлікти на політичному тлі.
На зламі 1940–1950-х років Роздольський налагодив контакти із мюнхенською групою, зосередженою довкола видання «Вперед. Українська Робітнича Газета», але тісної політичної співпраці він із нею не нав'язав.
Архівні пошуки сприяли частим подорожам вченого. Декілька разів він відвідував Польщу де займався видавничими справами. Тут його цікавила політична й наукова література, вміст архівів, стан праць із історії КПЗУ.
У вузькому колі приятелів і варшавських знайомих він часто дискутував про національне питання, проблеми й долю соціялізму в сучасному світі, про можливості й засоби його вдосконалення. Він постійно стежив не лише за польською науковою, а й за політичною літературою, орієнтувався в польських подіях і дискусіях другої половини 1950-х і початку 1960-х років.
На еміграції Роздольський здійснив фундаментальну переробку своєї докторської праці про Фрідріха Енгельса і так звані неісторичні народи Австро-Угорщини під час революції 1848—1849 pp. Деякі неомарксисти на Заході вважають цей твір Р. Роздольського одним із найкращих марксистських трактувань національного питання. Дослідник закінчив роботу над своєю монографією навесні 1948 p., але не міг її видати аж до 1964 р.  (друге німецьке видання вийшло у 1979 p., іспанський переклад — у 1980 p., англійський переклад — у 1986 p.).
Наступною великою працею, яка принесе визнання Роздольському була закінчена близько 1955 року, але видана лише після смерті автора у 1968 році маштабна робота «Zur Entstehungsgeschichte des Marxschen ‘Kapital’ (Der Rohentwurf des ‘Kapital’ 1857—1858)» (До історії виникнення марксівського «Капіталу». Начерк «Капіталу» 1857—1858). В цій праці Роздольський спираючись на маловідомий твір Маркса — «Економічні рукописи 1857—1861 років» — "Первісний варіант «Капіталу» — здійснив першокласний аналіз Марксової теорії. Для  аналізу він склав тематичний покажчик-картотеку до творів К. Маркса на п'ятнадцяти тисяч карток. В результаті  марксівська теорія була висвітлена по-новому і набагато глибше, ніж у минулому.  Після виходу книги у 1968 p., студентська молодь Західної Європи, Америки і Японії почала цікавитися соціалістичною теорією та марксизмом зокрема. Книжка Роздольського стала для молодих людей справжнім відкриттям. ЇЇ обговорювали у марксистських гуртках майже в цілому світі та переклали на європейські мови та японську. З того часу прізвище Роздольського стало добре відомим для дослідників марксистської економічної думки.
Останні роки життя вчений присвятив переробці своєї великої праці про марксистську економічну теорію, а також серії робіт з історії соціалістичного руху в 1914—1919 pp. До цієї серії належать статті про сербських соціал-демократів і стокгольмську конференцію 1917 р., про «Союз визволення України», про революційну ситуацію в Австрії 1918 р., про політику Леніна і більшовиків стосовно Першої світової війни . Всі ці статті були солідно документовані і написані з виразно революційних марксистських позицій. Крім цих робіт, Р. Роздольський під кінець свого життя написав дві цікаві статті німецькою мовою, у яких розмірковував над тим, чи не була помилковою Жовтнева революція, з огляду на пізнішу еволюцію Радянського Союзу.
Назагал, праці Роздольського стосуються походження й розвитку теорій Маркса-Енгельса, соціально-економічної історії, суспільних і революційних рухів та ідей у Східній Європі 18 — 19 ст., у тому числі в Україні. В сучасній західноєвропейській науковій літературі Роздольського визнають за знавця Марксової теорії і одного з представників неомарксизму, бо він цілком по-новому тлумачив «Капітал» Маркса.

## Погляди та переконання
На думку Я. Радзейовського Роздольський «ненавидів націоналізм у всіх його іпостасях, його глибоко обурювали образливі антиукраїнські, антипольські, антиєврейські, антинімецькі, антинегритянські й будь-які інші узагальнення, незалежно від того, хто їх виголошував і з якого джерела вони походили. Відхід від інтернаціоналізму він сприймав як зраду соціялізму та як непомильну ознаку його виродження. Він і надалі вважав соціялізм, попри багато прикрих особистих пережитків і трагічних доль приятелів, головною надією людства. Вірив у нього і до кінця своїх днів служив йому, як умів».